# Колекційна коробка
Колекційна коробка (англ. box set або англ. boxed set) — набір запакованих в коробку книжок, музичних грамплатівок, компакт-дисків, фільмів, комп'ютерних ігор, телевізійних програм або подібних товарів. Колекційні коробки, які призначені для дарування (фр. coffret cadeau), часто виготовляють зі шкіри, металу та прикрашають тисненням чи інкрустацією.

## Типи

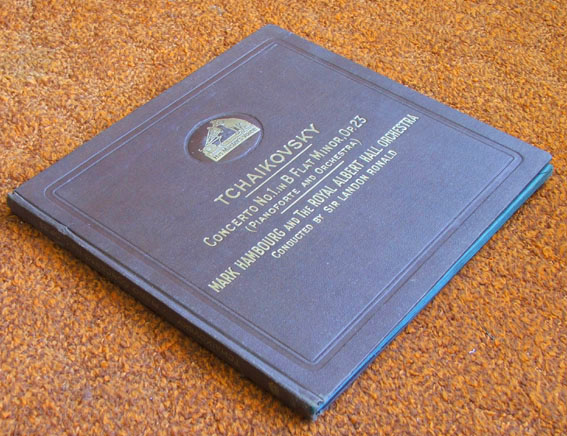
Музичний альбом, що містить кілька грамплатівок
на 78 об/хв

### Музичні альбоми

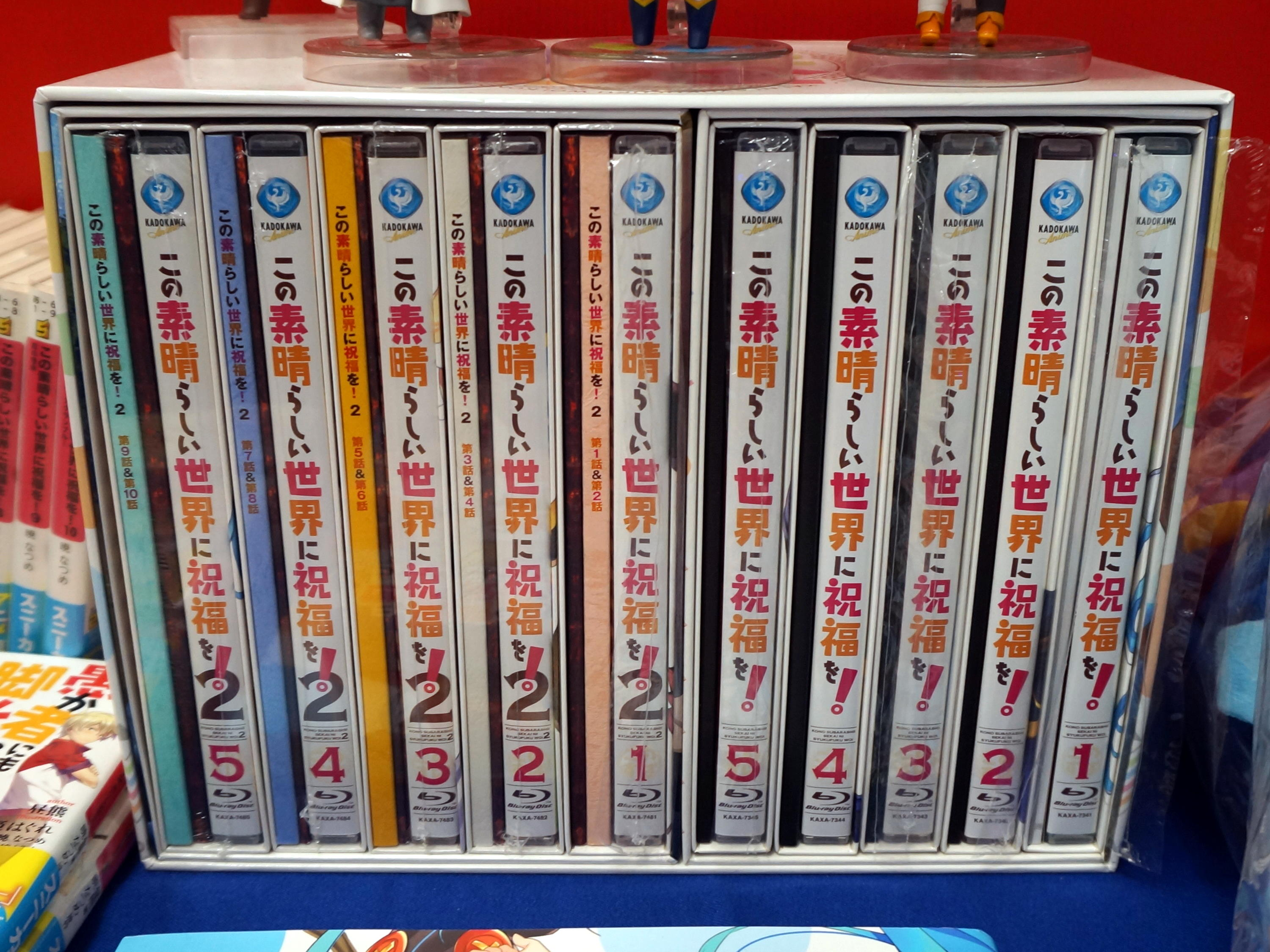
Колекційна коробка японського аніме-серіалу на Blu-ray

Музичні альбоми з грамплатівками нагадували фотоальбом. Новіші колекційні коробки для компакт-дисків нагадують подарункові коробки для книг. Набір музичних творів може бути доповнений брошуркою або книжечкою з фотографіями та історією музичного колективу, описом та аналізом виконуваних творів. Прикладом може бути колекційна коробка з чотирьох грамплатівок «Українська Троїста Музика» або колекційна коробка пісень «The Complete Studio Recordings» шведської групи «АББА», яка вийшла 7 листопада 2005 року і складається з 9 CD і 2 DVD.

### Відеоальбоми

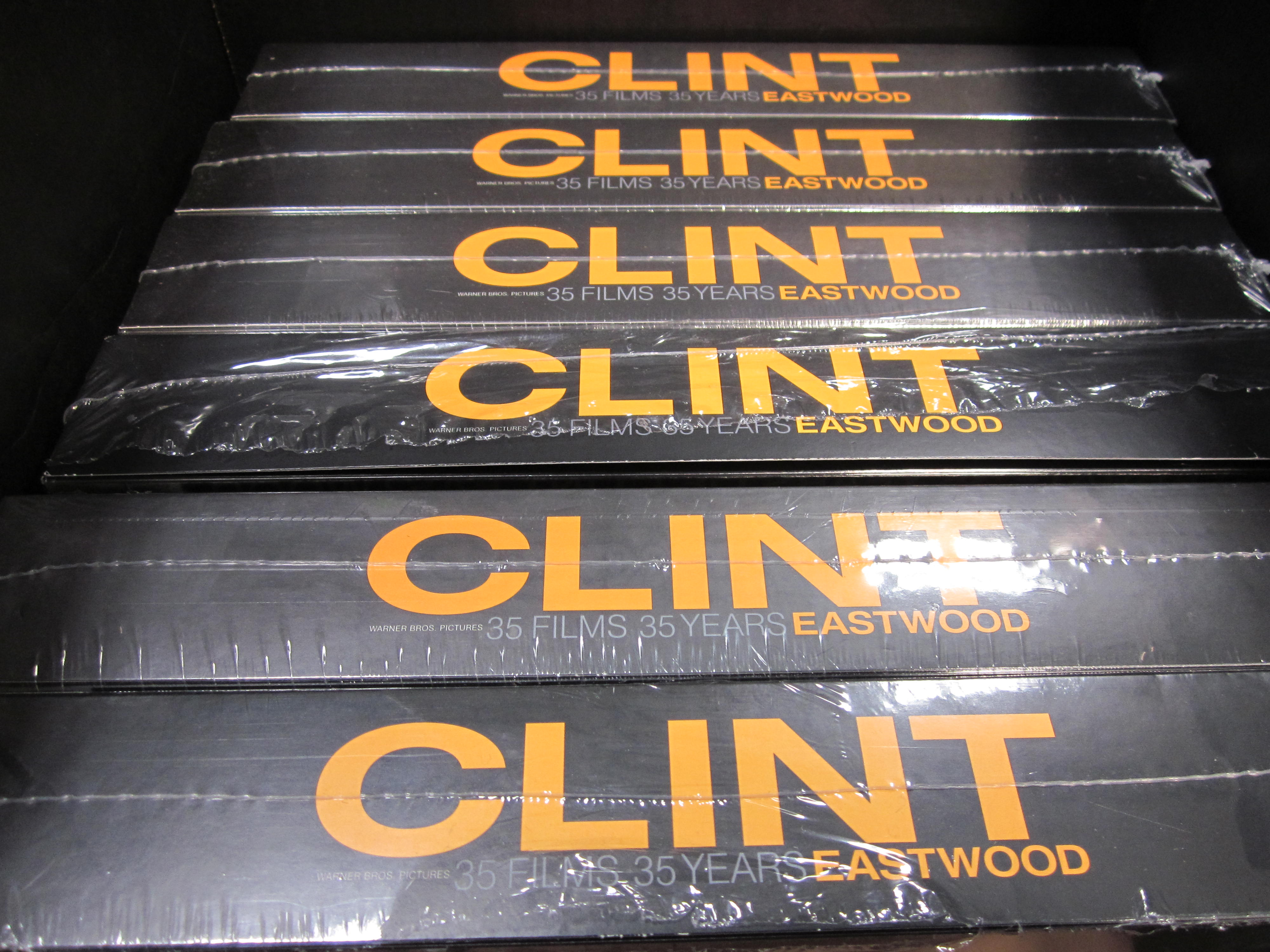
Клінт Іствуд.
35 років 35 фільмів

Колекційні коробки з відеоматеріалами можуть містити фільми, телевізійні та інші відеопрограми на касетах VHS, компакт-дисках CD, дисках DVD та Blu-ray. У такому комплекті можуть бути: всі передачі популярної телевізійної програми, збірка фільмів відомого режисера, або колекція фільмів певного жанру — комедій, науково-популярних. пригодницьких тощо.

### Коробки з книжками
Виготовляються з цупкого картону або шкіри і призначені для подарункових та ювілейних видань. Це може бути ювілейне видання творів Тараса Шевченка або Вільяма Шекспіра, збірка альбомів художників імпресіоністів, біографії композиторів романтиків.

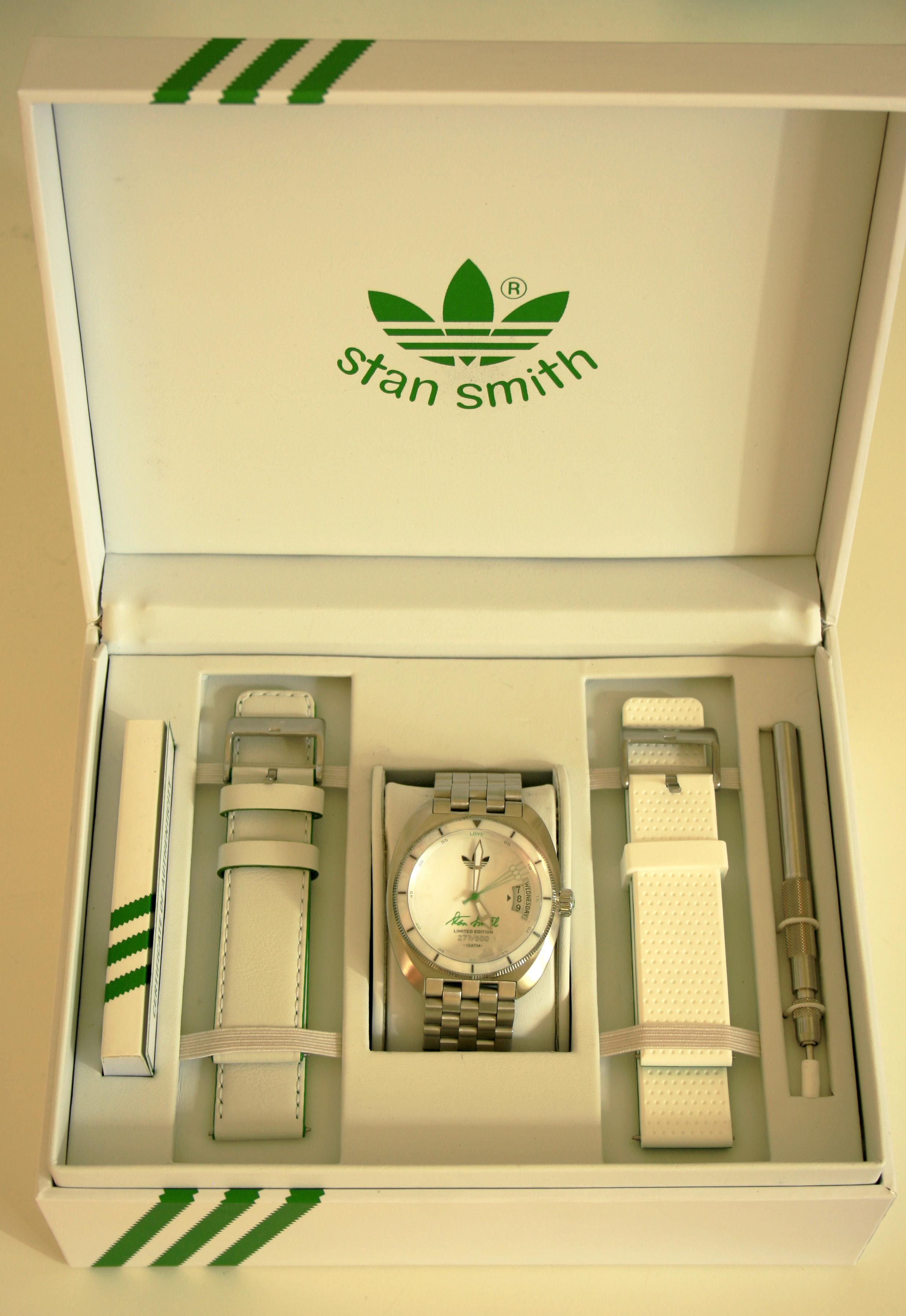
Годинниковий комплект

### Різні товари

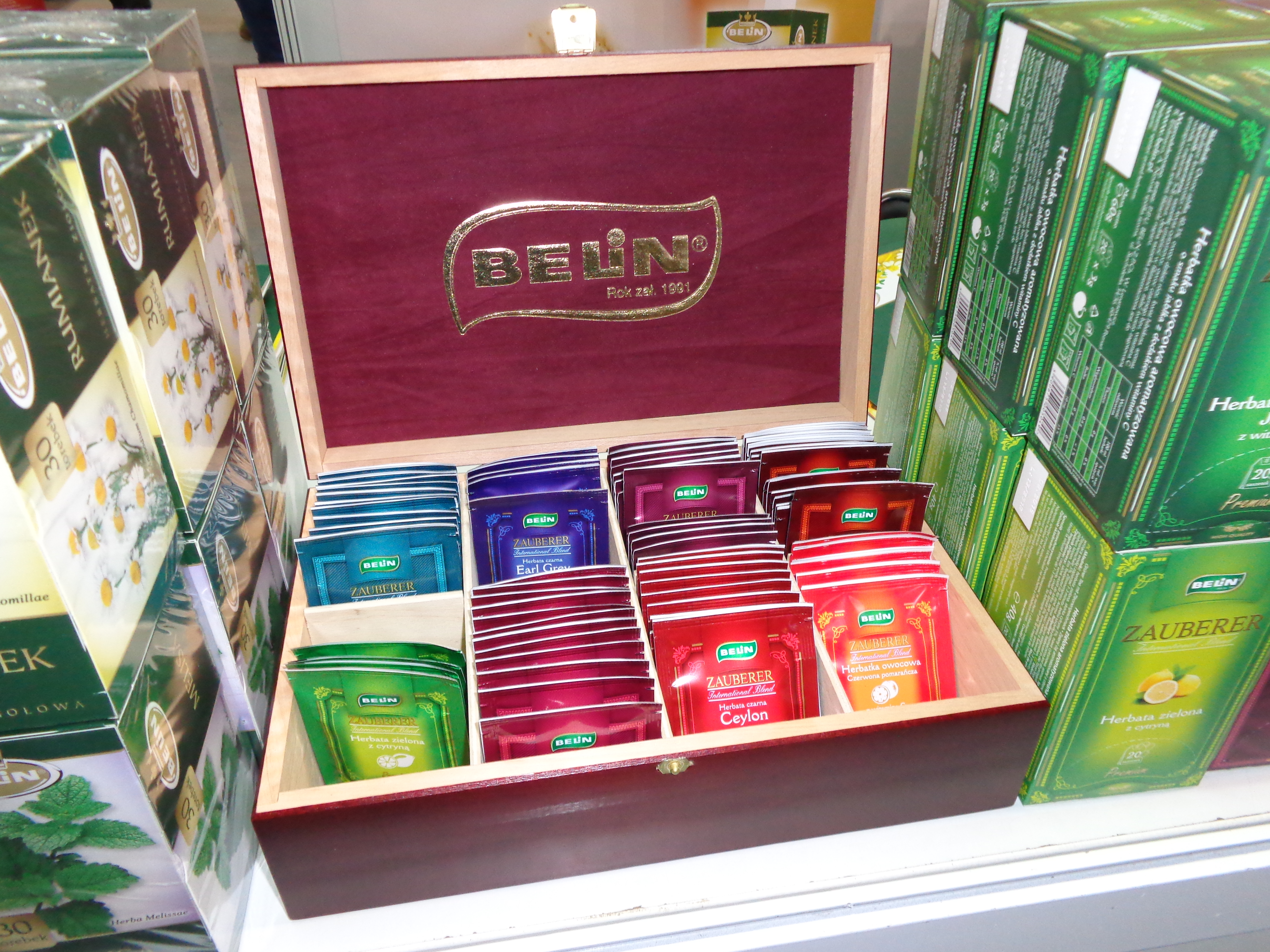
Колекційна коробка
з сортами чаю

Колекційна коробка може містити збірки інших різноманітних предметів, годинників, основних інструментів для обробки дерева, кухонного начиння, наприклад посуд для барбекю, наборів сортів листового чаю, зразків вин і т. д..